# Elisir di lunga vita

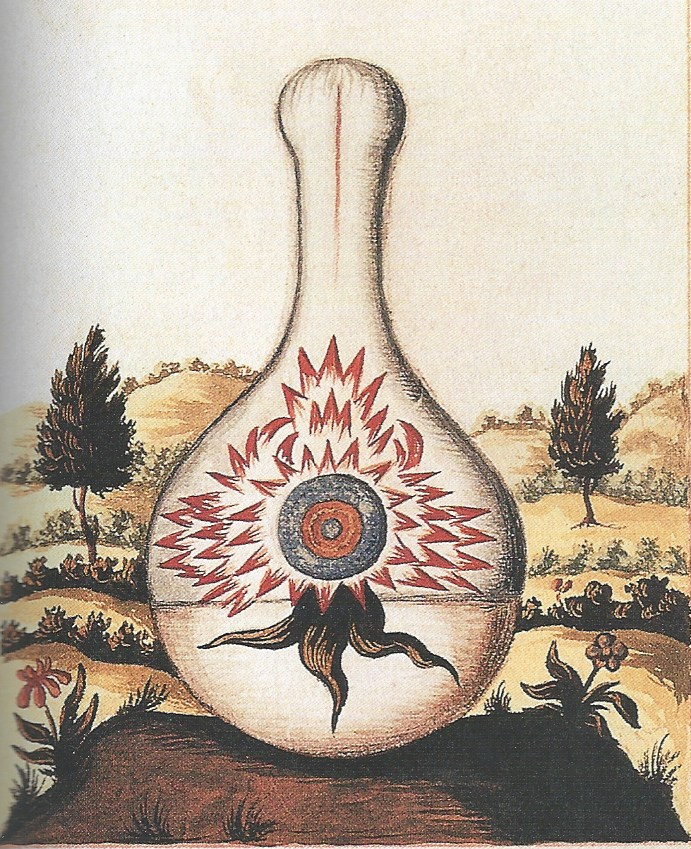
Decima illustrazione da un'edizione del XVII secolo del trattato alchemico Donum Dei di Georges Aurach.

L'Elisir di lunga vita (in arabo  الإكسير‎?, al-Iksīr) è una leggendaria pozione o elisir capace di donare l'immortalità a chiunque lo beva, di riportarlo in gioventù, oppure semplicemente di rafforzare e prolungare la vitalità di una persona, guarendone le malattie.
Rappresenta uno degli obiettivi primari degli alchimisti, insieme alla ricerca della pietra filosofale, a cui può essere assimilato per le sue caratteristiche di ricondurre la materia corrotta alla purezza originaria dell'oro. A differenza di quest'ultima però l'elisir di lunga vita può venir concepito in forma liquida, risultando perciò governato dall'archetipo della femminilità, in particolare dalla Luna che presiede ai processi umidi di rigenerazione della vita.
Il suo aspetto fluido inoltre veniva posto in relazione col mercurio, chiamato per il suo colore «argento vivo», finalizzato oltretutto alla creazione dell'argento, e quindi associato alla seconda fase dell'opus alchemico, ovvero l'albedo o «opera al bianco». Il calice o l'ampolla è il ricettacolo femminile più adatto a contenere le sue proprietà trasmutative.

## Storia
(Giovanni 4:13-14)
La creazione dell'elisir di lunga vita nell'arco della storia umana si intreccia col fiorire di tradizioni mitologiche, spirituali e religiose.

### Antica Cina

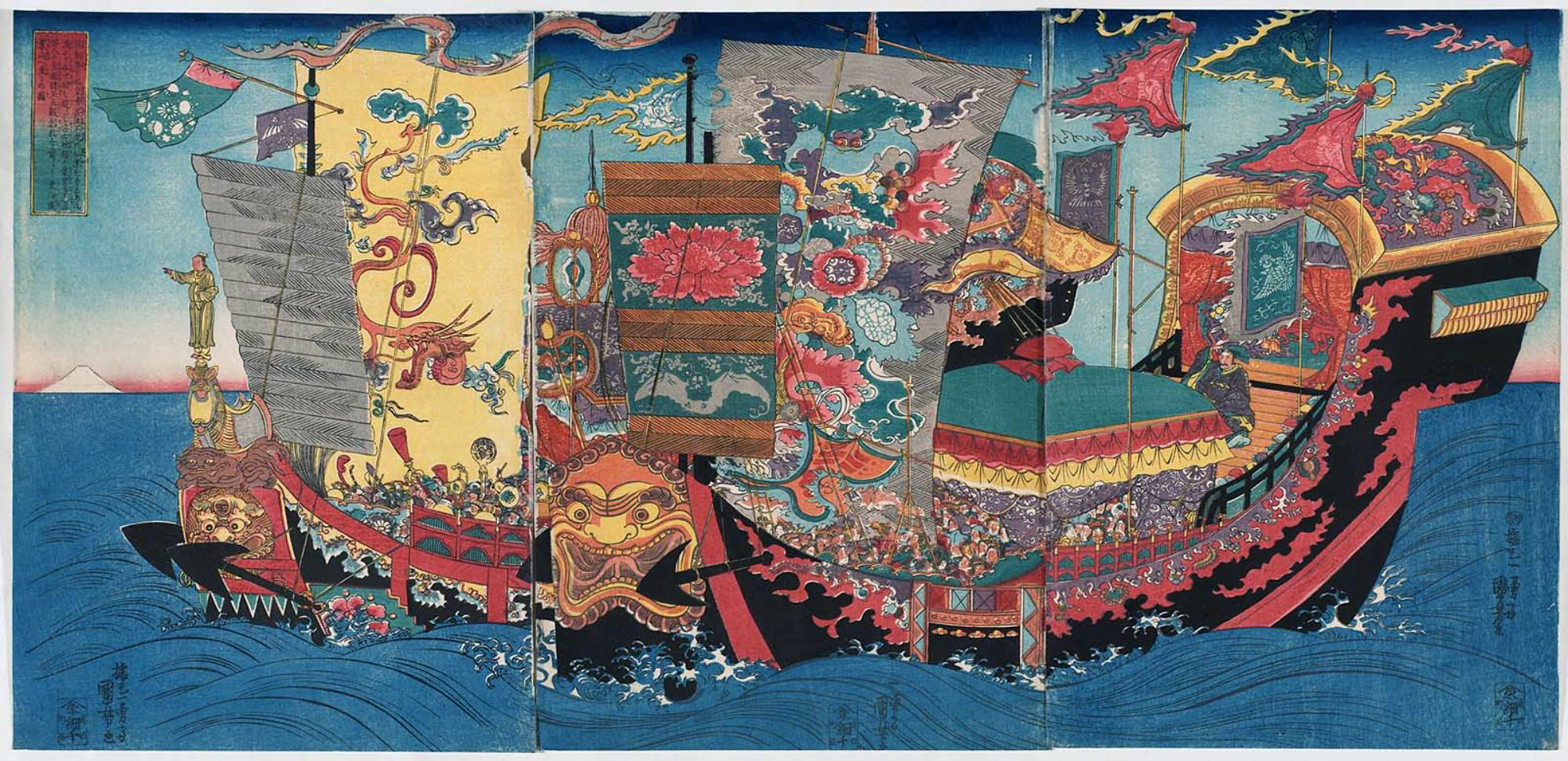
La spedizione di Xu Fu, salpato con tremila ragazzi e ragazze, alla ricerca dell'elisir dell'immortalità, in un'illustrazione cinese del 1839.

Nell'antica Cina, la ricerca di un elisir in grado di conferire la vita eterna ebbe luogo durante la dinastia Qin: l'imperatore Qin Shi Huang avrebbe inviato il medico alchimista Xu Fu nei mari orientali per rintracciare l'elisir, ma costui non avrebbe più fatto ritorno.
Presso la corte cinese si riteneva che alcuni minerali, come il cinabro, l'ematite e la giada, potessero far allungare la vita terrena più del normale, nonostante l'alto contenuto di mercurio nel cinabro. Anche all'oro veniva attribuito un particolare potere da usare a tal scopo, sebbene la diffusione dell'«oro potabile» (金 液, jinye), unito al mercurio, poteva essere un termine metaforico per indicare la panacea universale (waidan). La fama di tali elisir in ogni caso venne meno col diffondersi del buddismo, fautore piuttosto dell'immortalità dell'anima.
Un celebre trattato di alchimia cinese, Tan Ching Yao Ch'eh (丹 經 要訣, Grandi segreti dell'alchimia, risalente al 650 d.C.), attribuito a Sun Simiao, discute in dettaglio la produzione di elisir e pillole di immortalità, combinati con mercurio, zolfo e sali di arsenico, proposti anche per il trattamento di alcune malattie e la produzione di pietre preziose.

### Mitologia indiana
Nella mitologia indiana il corrispettivo dell'elisir di lunga vita è l'amrita, ossia un'acqua della vita capace di conferire forza e invulnerabilità, a cui ambivano sia gli dèi (Deva) che i demoni (Asura): secondo la leggenda sarebbe sgorgata dal mare grazie a un espediente di Visnù, per venire poi custodita all'interno di Soma, divinità lunare che dà il nome anche al nettare di una pianta sacra.
Analogamente alle dottrine in voga nell'antica Cina, i Veda mettono in relazione la possibilità di ottenere una lunga vita col potere dell'oro, mentre il mercurio, anch'esso ricorrente in diverse tradizioni alchemiche, viene menzionato per la prima volta nel trattato Arthashastra, scritto tra il IV e il III secolo a.C. Il raggiungimento dell'immortalità terrena aveva comunque un'importanza minore in India, dove gli elisir erano più spesso considerati rimedi per le malattie.

### Mondo greco-romano
Affine all'amrita è nel mondo greco-romano l'ambrosia, termine composto da alfa privativa, che significa negazione, e (μ)βρότος, (m)brotos, cioè «mortale», a indicare un cibo o una bevanda «che rende immortali», oppure «che solo gli immortali possono consumare».
In età ellenistica, che vide la diffusione dell'ermetismo da cui nacque la tradizione alchemica occidentale, l'elisir dei filosofi risulta collegato ai miti di Enoch, Thot ed Ermete Trismegisto, dei quali si racconta che abbiano bevuto una sola goccia di questa pozione per diventare immortali. Un'ulteriore fonte sono alcuni testi di Nag Hammadi, che parlano della pozione e delle avventure di Al-Khidr.
Il più alto rappresentante dell'alchimia ellenistica, Zosimo di Panopoli (circa III o IV secolo d.C.), descrive la nobilitazione alchemica come un processo interiore con cui il corpo, liberato dalla carne, diventa spirito e si fonde gradualmente con l'anima di Dio.

### Mondo arabo

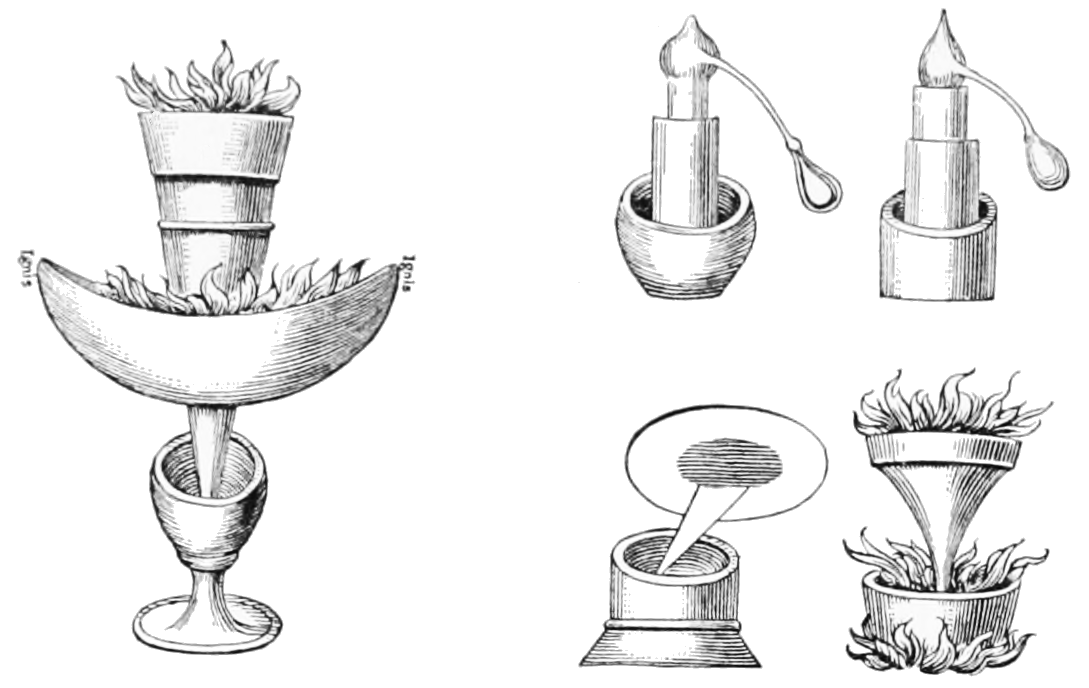
Apparecchi ed alambicchi per la distillazione degli elisir attribuiti all'arabo Geber (alias Jabir ibn Hayyan).

L'alchimia ricevette nuovi impulsi dopo la conquista dell'Egitto da parte degli Arabi (VIII secolo), i quali, particolarmente interessati ai suoi risvolti pratici, migliorarono le tecniche di laboratorio, come il processo di distillazione, utilizzandolo per la produzione di oli essenziali. Le loro conoscenze furono tramandate in un compendio di opere risalenti a Jabir ibn Hayyan, il cui nome significa «donatore» o «trasmettitore».
Il ricorso all'atanor come recipiente di distillazione che accompagnava le misteriose operazioni portò al conseguimento di liquori medicinali e alla celebre acqua della vita conosciuta come «aqua vitae». La maggior parte di questi preparati veniva utilizzata come panacea per le malattie, dando luogo alle terminologie usate ancora oggi, in cui è rintracciabile la stessa etimologia di «elisir».

### Europa medievale

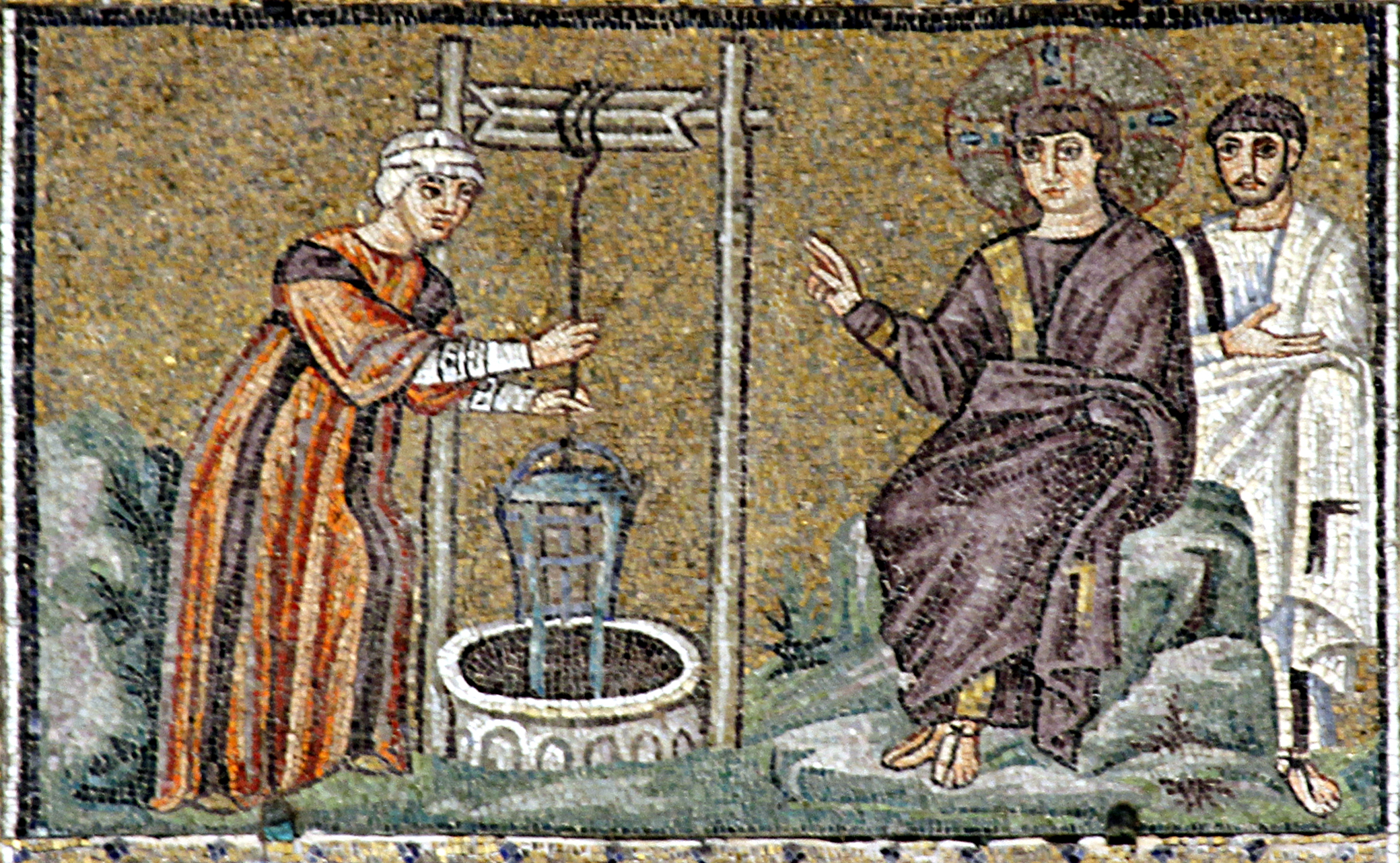
Cristo e la samaritana, mosaico in Sant'Apollinare Nuovo (Ravenna).

Le tecniche arabe, diffondendosi nell'Europa cristiana, incrementarono le attività erboristiche di conventi e monasteri, con la loro produzione di essenze ed elisir, all'origine di numerosi liquori dei benedettini e dei certosini, di birre e altre varietà locali di alcol distillato.
Nell'ambito delle scuole medievali, Ruggero Bacone sosteneva che la polvere della pietra filosofale disciolta nell'acqua costituisse un potente elisir della vita. Diversi altri alchimisti e filosofi, tra cui Alberto Magno, Tommaso d'Aquino, Raimondo Lullo, Basilio Valentino, si dedicarono sotto l'influsso arabo allo studio dell'elisir dei filosofi, scoprendo l'uso dell'antimonio, fabbricando amalgami, o riuscendo a isolare lo «spirito» del vino ottenendone l'alcool etilico.
La ricerca dell'elisir di lunga vita si fuse all'epoca anche con la leggenda del Santo Graal, ritenuto il calice dispensatore di quell'«acqua viva» menzionata da Gesù nel discorso alla samaritana presso il pozzo.

### Europa moderna

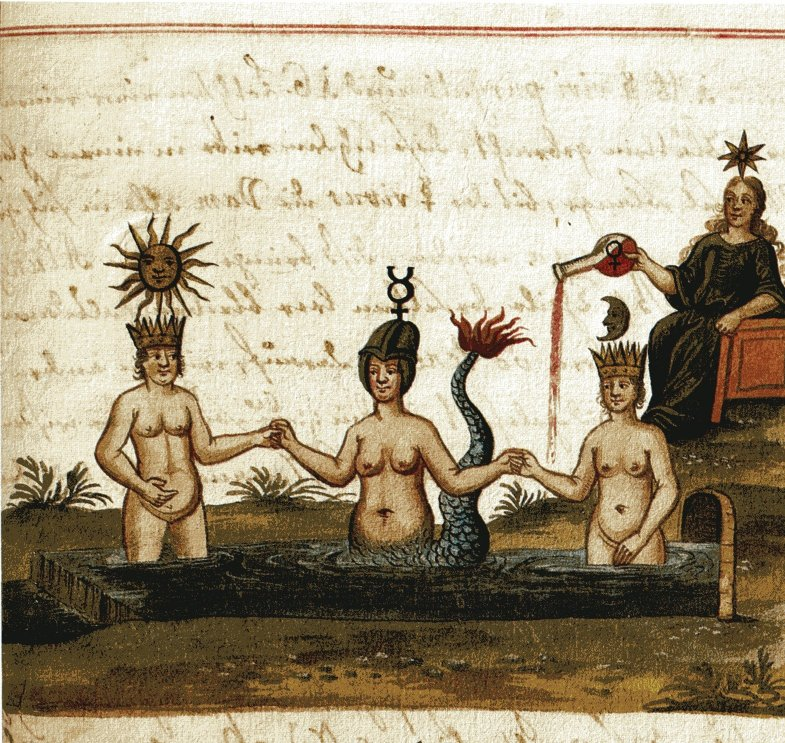
Il serpente dell'acqua mercuriale, dal manoscritto Clavis Artis.

Un posto di rilievo nella storia dell'elisir di lunga vita occupa Paracelso, alchimista di età rinascimentale, per il quale i quattro elementi della tradizione alchemica, componenti di tutta la realtà, altro non erano che forme derivate da un'unica sostanza primigenia, comune a ognuno di essi. Egli la denominò alkaest, sostenendo che una volta ottenuta avrebbe potuto essere la pietra filosofale, la medicina universale e il solvente miracoloso.
Interessato ai risvolti medici e terapeutici dell'alchimia, più che alla trasmutazione dei metalli, Paracelso realizzò vari preparati spagirici tra cui una pozione farmaceutica chiamata aurum potabile, basata su una soluzione acquosa di oro colloidale.
Tra gli altri, nell'Europa del XVII secolo l'alchimista Nicolas Flamel ebbe fama di aver scoperto l'elisir di giovinezza, e di averlo usato su se stesso e sua moglie Pernelle.
Nel 1605, François-Annibal d'Estrées avrebbe presentato ai monaci della certosa di Vauvert, a Parigi, un manoscritto che rivelava la formula di un elisir di lunga vita di cui nessuno conosceva la ricetta: l'episodio è all'origine del liquore chiamato chartreuse.
Anche il conte di Saint-Germain, un avventuriero francese del XVIII secolo, fu oggetto di molte voci secondo cui avrebbe scoperto l'elisir della giovinezza, in virtù del quale sosteneva di vivere già da diversi secoli. Analogamente Cagliostro ne sarebbe stato in possesso.

## Nella cultura di massa
L'elisir di lunga vita ha ispirato trame o soggetti della cultura di massa, tra cui opere artistiche, film, composizioni musicali, romanzi e videogiochi. Si ricordano ad esempio L'elisir d'amore di Donizetti, Pirati dei Caraibi - Oltre i confini del mare, il romanzo fantasy di L. Frank Baum John Dough and the Cherub, la serie di fantascienza Doctor Who, il film Harry Potter e la pietra filosofale, la serie televisiva House of Anubis, il popolare manga Fullmetal Alchemist, la serie di romanzi Baccano! o di videogiochi Professor Layton.

## Bibliografia

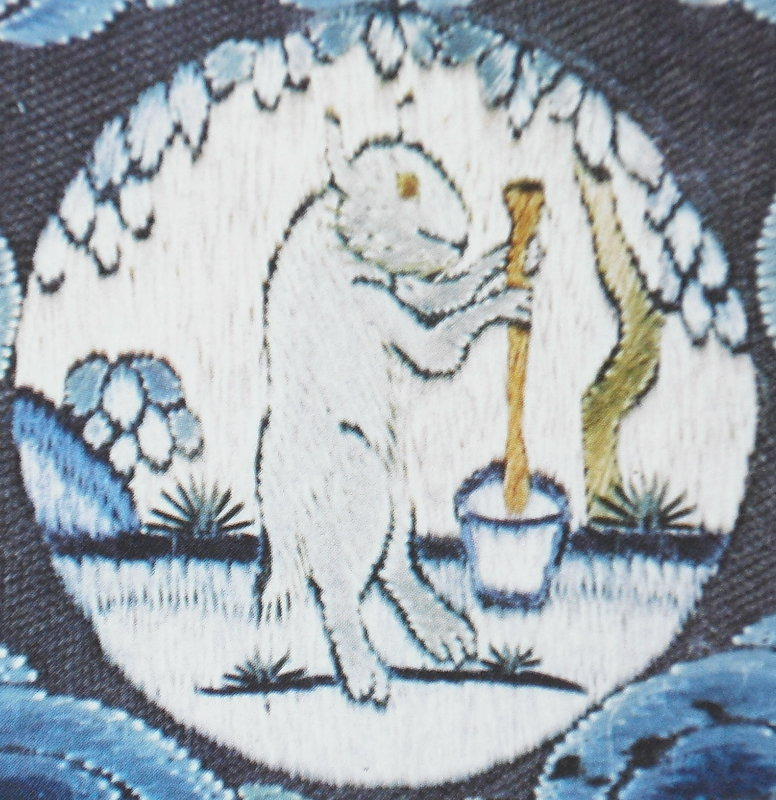
Un coniglio lunare, figura del folclore orientale, intento a preparare un elisir d'immortalità sulla Luna.